# Boyardville

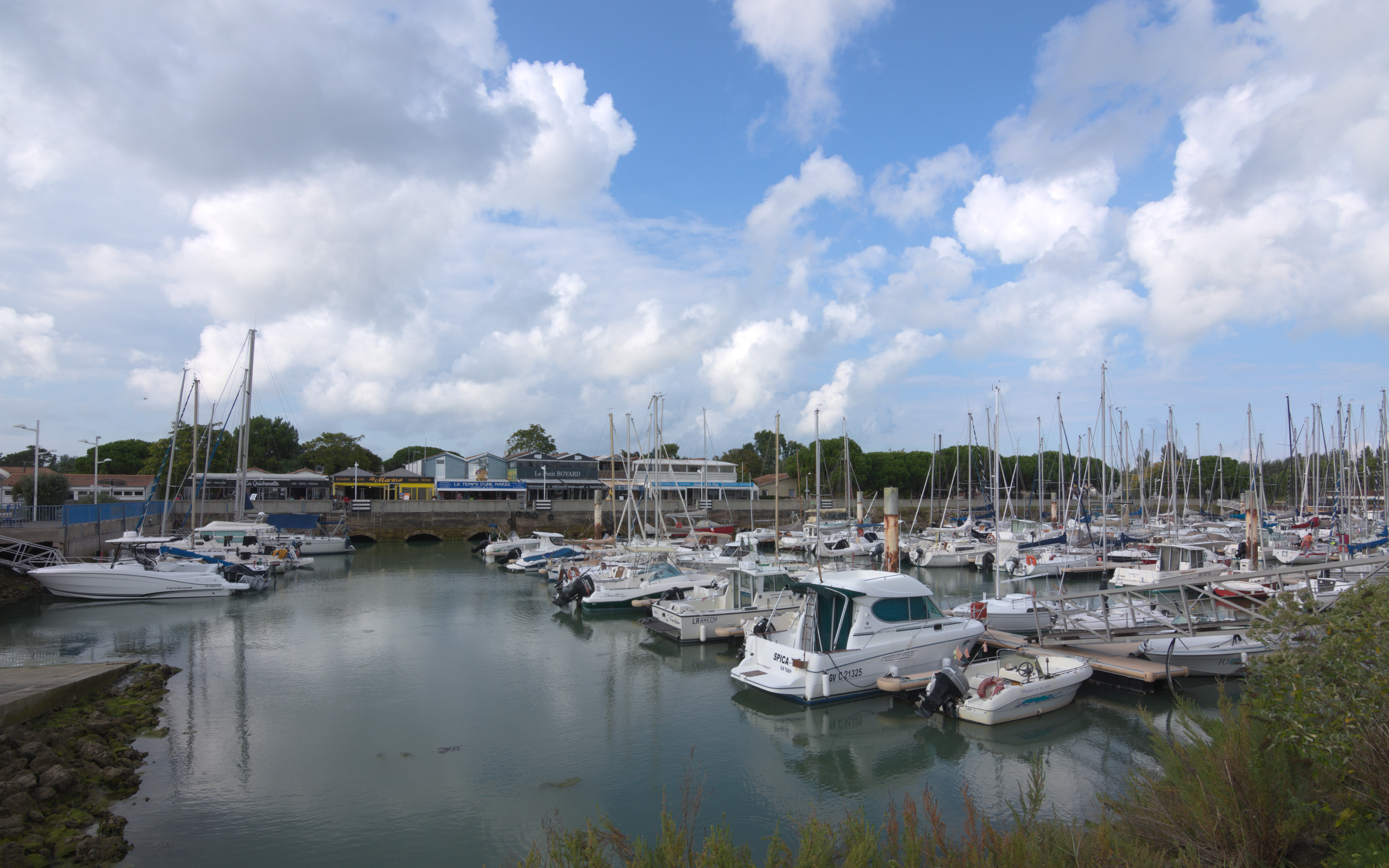
Der Hafen von Boyardville

Boyardville ist ein Ort auf der Île d’Oléron in Frankreich und Teil der Gemeinde Saint-Georges-d’Oléron.

## Geografische Lage

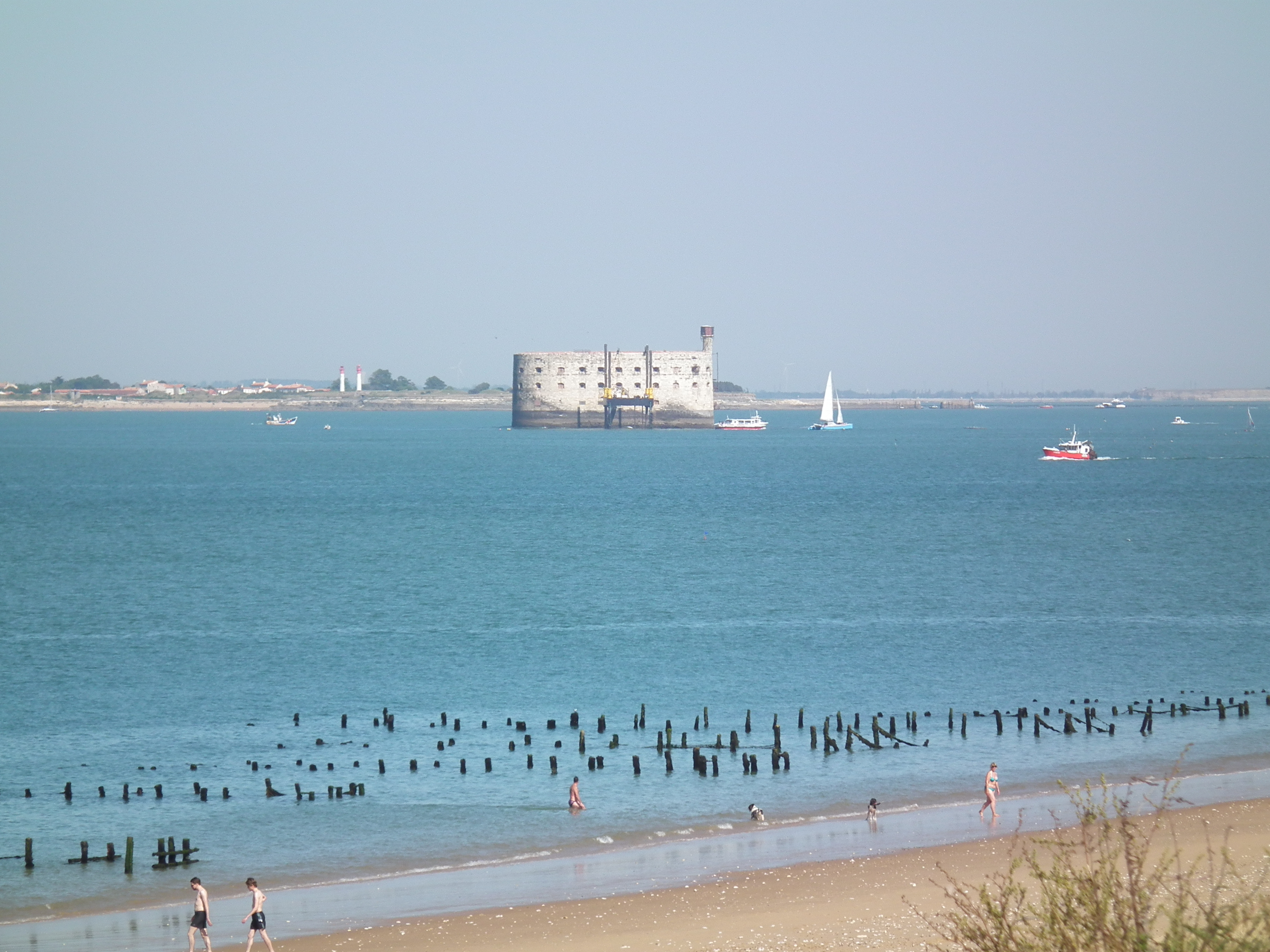
Blick von der Anse de la Perrotine auf Fort Boyard und die Île de Ré

Boyardville liegt unmittelbar am Meer im zentralen Bereich der Westküste der Insel, auf 0 bis 38 m Höhe über dem Meeresspiegel. Nördlich an den Ort grenzt das Waldgebiet Saumonards. Südlich liegt die Bucht Anse de la Perrotine, ein Teil des ausgedehnten Watts, das sich im Westen der Insel bis Château d’Oléron fortsetzt. Landeinwärts grenzen ausgedehnte Salinen an Boyardville. Der Ort wird durchflossen von dem Wasserlauf Chenal de la Perrotine, der einen Hafenzufahrt zur Marina am Ortszentrum bietet. Von der Mole rechts der Mündung bietet sich ein Blick auf Fort Boyard, die Ile d'Aix, Fouras, Château d’Oléron und an klaren Tagen auf die Ile de Ré und La Rochelle.

## Geschichte
Der Ortsname rührt von der Sandbank Boyard her, die sich rund 4 km nordöstlich der Mündung des Chenal de la Perrotine im Meer erstreckt und auf der das Fort Boyard erbaut wurde. Die Gründung des Ortes ist unmittelbar mit dem Bau dieses Forts verknüpft.
Am nördlichen Ortsrand wurde ein weiteres Fort errichtet, das zunächst Fort Napoléon hieß und später Fort de la Galissonière. Dieses Fort und das Fort Boyard dienten gemeinsam der Verteidigung der Charente-Mündung. Die Schussfelder der beiderseitigen Kanonen kreuzten sich. Anfang des 20. Jahrhunderts beherbergte das Fort eine Torpedoschule der französischen Marine und hieß Fort des Saumonards. 1923 explodierte dort ein Lager mit ausgemusterten Granaten aus dem Ersten Weltkrieg, die zur Zerstörung bestimmt waren. Das Unglück forderte mehrere Todesopfer. 1930 wurde das Kasernengebäude grundlegend umgestaltet zu einer Ferienkolonie namens Maison Heureuse.

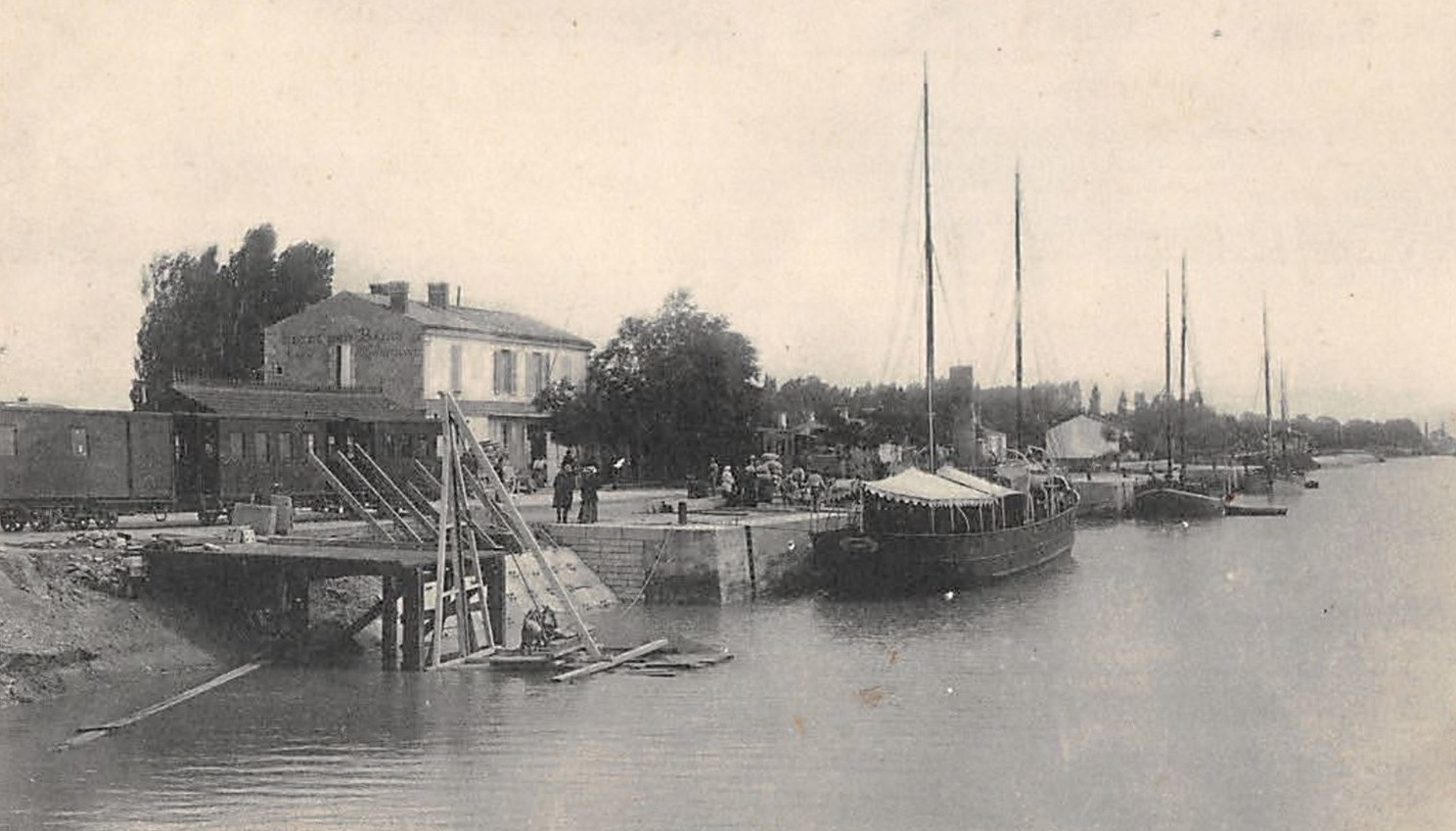
Der ehemalige Bahnhof, um 1910

Vor dem Bau der Brücke, die die Insel mit dem Festland verbindet, war Boyardville neben Château d’Oléron und Saint-Trojan-les-Bains einer von drei Punkten, von denen aus die Insel auf dem Seeweg zu erreichen war. Ab 1841 bot die Gesellschaft L’Insulaire einmal wöchentlich eine Überfahrt nach La Rochelle. Ab 1904 gab es eine Eisenbahn-Anbindung über einen Abzweig von der Hauptstrecke in Sauzelle.
In der ersten Hälfte des 20. Jahrhunderts nutzten Harz-Sammler den Kiefernwald. Von März bis November ritzten sie die Rinden der Bäume und fingen das heraustropfende Harz in Töpfen auf. Es wurde gesammelt und aus dem Festland zu Terpentin und Kolophonium verarbeitet. 1988 wurden die zuvor stillgelegten Salinen am Ort wieder in Betrieb genommen.
In jüngerer Vergangenheit wurde Boyardville von zwei schweren Stürmen heimgesucht: Der Orkan Martin verwüstete im Dezember 1999 die Insel. Im Februar 2010 verursachte der Orkan Xynthia einen Deichbruch und massive Überschwemmungen. Eine 88-jährige Einwohnerin von Boyardville erlitt dabei einen Herzinfarkt und starb.

## Wirtschaft

### Tourismus
Das Tourismus prägt das Ortsbild. Rund um die Marina mit 300 Liegeplätzen gruppieren sich Cafés, Restaurants und Läden, die mit ihren Angeboten auf den touristischen Bedarf zielen. Im Nordwesten des Ortes liegt ein ausgedehnter Campingplatz. Nördlich an das Dorf angrenzend, unterhalb des Saumonard-Waldes, erstreckt sich ein Badestrand mit feinem Sand.

### Verkehr

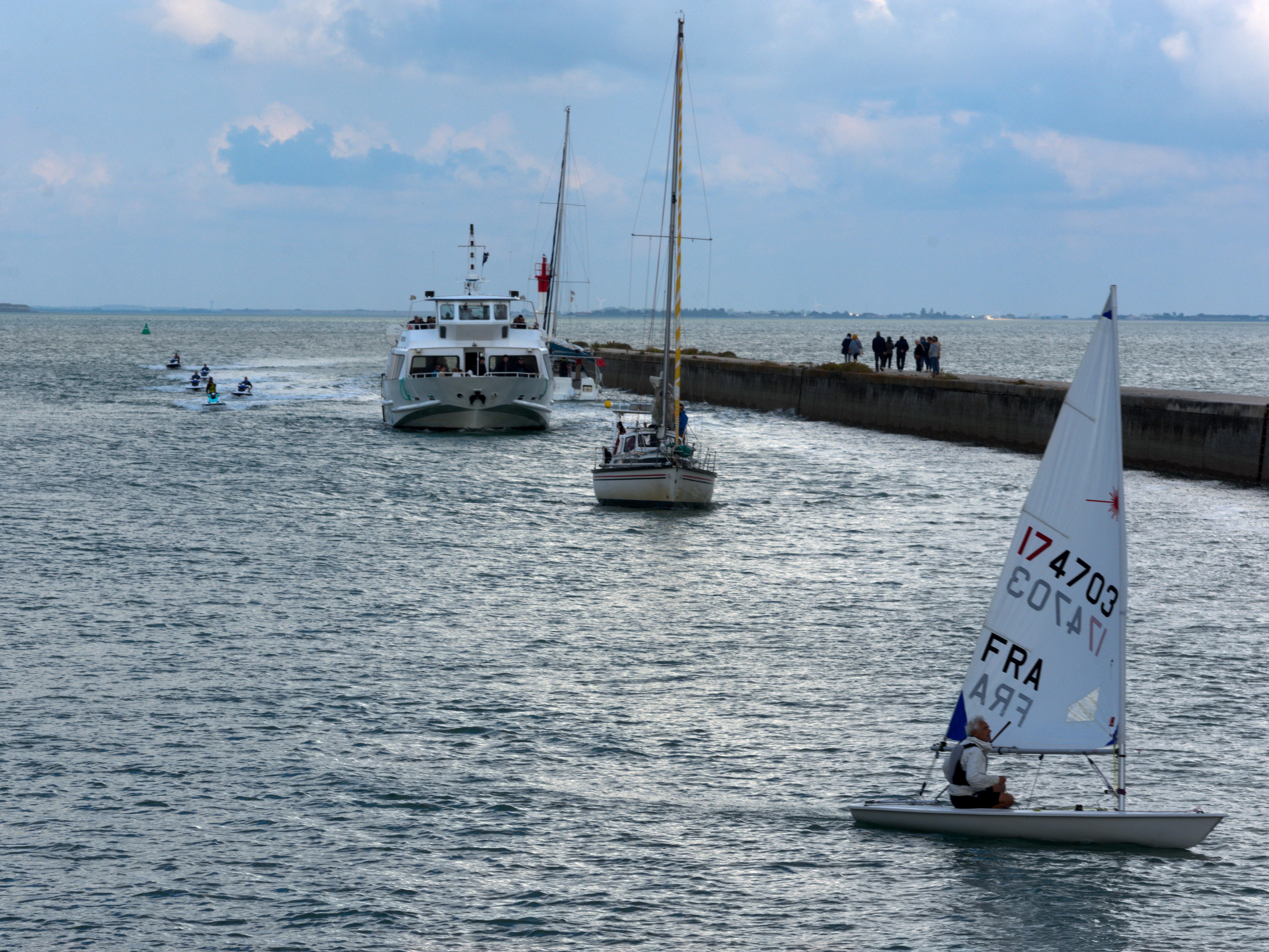
Die Fähre von La Rochelle und einlaufende Sportboote an der Mündung des Chenal de la Perrotine

Durch den Ort führt die Département-Straße D 126. Über sie und einige kleinere Straßen ist der Ort an das Straßennetz der Insel angebunden. Während einiger Wochen im Juli und August bieten die Navettes Estivales kostenlose Busverbindungen zu den anderen Orten der Insel. Außerhalb dieser Zeiten bietet nur die Fähre nach La Rochelle öffentlichen Nahverkehr. Sie verkehrt je nach Saison an drei bis fünf Tagen pro Woche jeweils zweimal täglich. Die Fahrtzeiten richten sich nach der Tide.
Die Fährverbindungen zum Fort Boyard und zur Île de Ré haben eher touristischen Charakter.
Gut ausgebaute Fahrradwege in mehrere Richtungen fügen sich in das Fahrrad-Wegenetz der Insel ein.

### Sonstiges
Die Salinen zur Salzgewinnung wurden bereits weiter oben erwähnt.

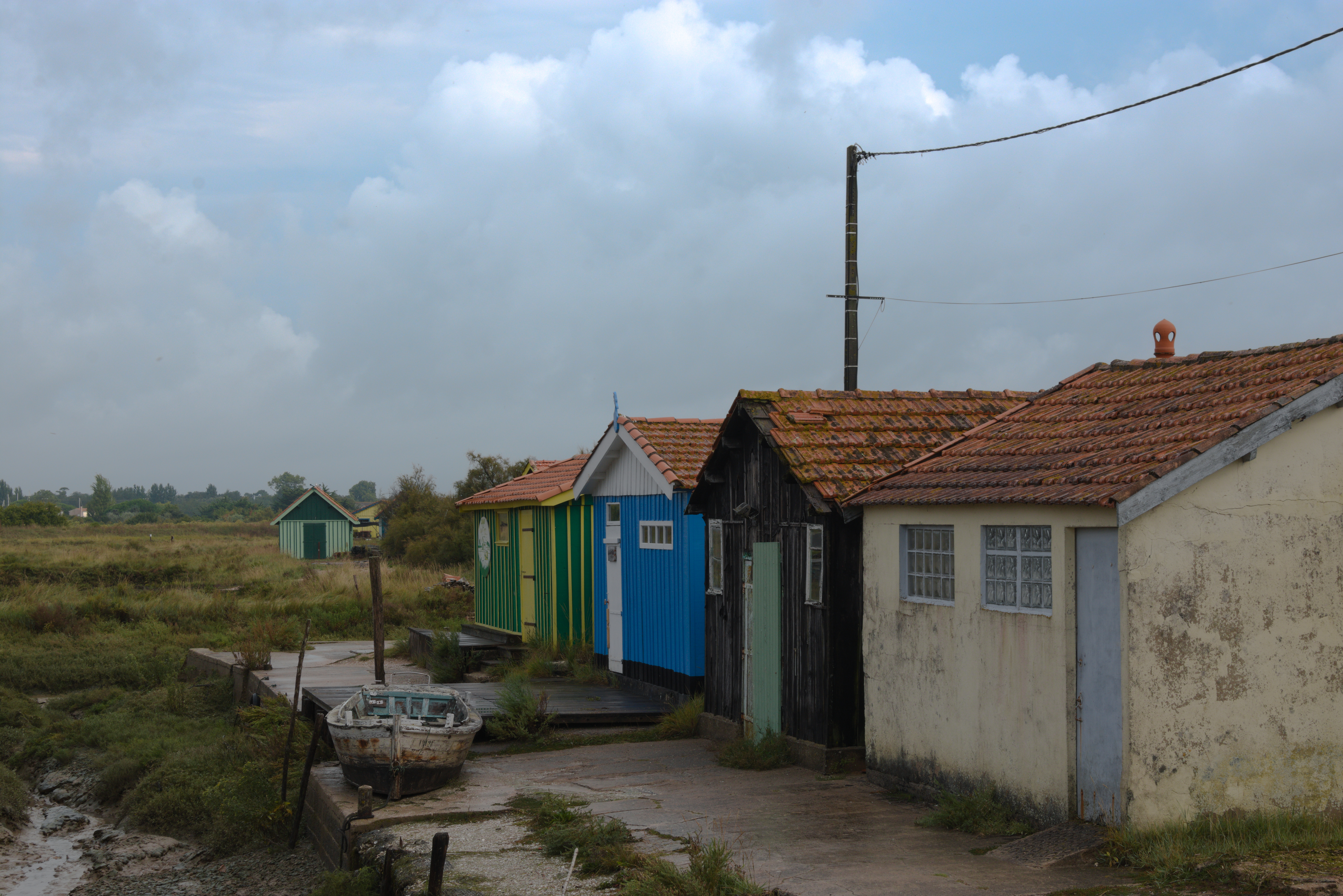
Hütten am Fort Royer

Südlich des Ortskerns befindet sich eine Siedlung mit dem etwas irreführenden Namen Fort Royer. Eine Festungsanlage ist an der Stelle nicht zu finden; stattdessen besteht die Siedlung aus den hölzernen Hütten von Austernzüchtern. Einige von ihnen bieten den Verkauf direkt vor Ort an.